# Орани (Италия)
Орани (итал. Orani) — коммуна в Италии, располагается в регионе Сардиния, подчиняется административному центру Нуоро.
Население составляет 3152 человека, плотность населения составляет 24,15 чел./км². Занимает площадь 130,52 км². Почтовый индекс — 8026. Телефонный код — 0784.
Покровителем населённого пункта считается святой апостол Андрей. Праздник ежегодно празднуется 30 ноября.